# Onthophagus angolensis
Onthophagus angolensis là một loài bọ cánh cứng trong họ Bọ hung (Scarabaeidae).